# BGM-71 TOW
BGM-71 TOW (ang. Tube-launched Optically tracked, Wire-guided – wystrzeliwany z wyrzutni rurowej, naprowadzany optycznie, kierowany przewodowo) – przeciwpancerny pocisk kierowany produkcji USA.
TOW został wprowadzony do produkcji w 1970 i jest najbardziej rozpowszechnionym przeciwpancernym pociskiem kierowanym na świecie. W swoich nowych wersjach może spenetrować pancerz większości czołgów. 

## Historia
Pod koniec 1961 roku armia amerykańska rozpoczęła projekt rozwojowy następcy używanych dotychczas francuskich przeciwpancernych pocisków rakietowych MGM-21 i AGM-22. Budowa pocisku o nazwie kodowej TOW została zlecona trzem firmom, z których ostatecznie wyłoniono jedną, Hughes Aircraft, jako dostawcę nowej broni. W latach 1963 – 1968
prowadzono równolegle prace nad pociskiem BGM-71 w wersji wystrzeliwanej z platform naziemnych i powietrznych. Testowano trzy modele eksperymentalne: prototypowy pocisk taktyczny XBGM-71A, XBTM-71A pocisk testowy bez ładunku wybuchowego i XBEM-71A z urządzeniami telemetrycznymi służącą do badania parametrów lotu. W czerwcu 1968 roku podpisano pierwszy kontrakt na dostawę pocisków TOW, a w 1970 wprowadzono na wyposażenie armii amerykańskiej, jako następcę pocisku rakietowego MGM-32 Entac i działa bezodrzutowego M40 kalibru 106 mm. Pierwsze użycie bojowe pocisków TOW miało miejsce w Azji południowo-wschodniej w 1972 roku.

## Użytkowanie pocisku
Pocisk TOW może być wystrzeliwany z wyrzutni zainstalowanych na pojazdach, śmigłowcach lub trójnogach ustawionych na ziemi. Pocisk jest ładowany do wyrzutni od tyłu, a jego pojemnik jest przedłużeniem wyrzutni rurowej (tuby). W momencie namierzenia celu przez operatora, używającego celownika optycznego, pocisk jest gotowy do wystrzelenia. Po upływie 0,05 sekundy silnik startowy wypycha pocisk z wyrzutni, stabilizatory środkowe i tylne rozkładają się, a po osiągnięciu bezpiecznej odległości od obsługi pocisku, jest uruchamiany silnik marszowy rozpędzający TOW do prędkości 300 m/s (0,9 Ma). Dysze silnika marszowego znajdują się po bokach kadłuba, ponieważ w części ogonowej znajduje się szpula z przewodem służącym do kierowania pociskiem. Zadaniem operatora, po wystrzeleniu pocisku jest utrzymywanie celu w celowniku, a system naprowadzający automatycznie prześle komendy sterujące, korygujące lot TOW. Sterowanie pociskiem odbywa się przez przestawianie tylnych stabilizatorów. Głowica kumulacyjna pocisku jest wyposażona w zapalnik uderzeniowy i może przebijać pancerz o grubości do 600 mm (w pierwszej wersji). Minimalny zasięg pocisku wynosi 65 m, a maksymalny jest ograniczony długością przewodu sterującego i dla BGM-71A wynosi 3000 metrów.
Z tyłu pocisku znajduje się lampa ksenonowa, której błyski są wykrywane przez system celowniczy i przez to znane jest położenie pocisku, a system celowniczy może korygować jego lot. Celność wczesnych wersji pocisków TOW w warunkach poligonowych była oceniana na 66%, począwszy od TOW-2 (po wprowadzeniu modulacji błysków lampy) – na 80%.

## Wersje pocisków BGM-71
- XBGM-71A/BGM-71A – pierwsza wersja pocisku o zasięgu 3000 m i przebijalności pancerza do 600 mm.
- BGM-71B – wprowadzona do produkcji w 1976 roku jako następca BGM-71A różniąca się od pierwowzoru wydłużonym do 3750 metrów zasięgiem. Modyfikacja ta została przeprowadzona dla potrzeb wyrzutni śmigłowcowych, w celu zapewnienia możliwości strzelania z większych odległości. Odmianą ćwiczebną pocisku w tej wersji był BTM-71B. W 1973 roku firma Texas Instruments opracowała system celowniczy pracujący w podczerwieni, pozwalający na skuteczne użytkowanie pocisków TOW także w nocy.
- BGM-71C – zbudowana w ramach programu ITOW (od Improved TOW – ulepszony TOW) wersja, zdolna przebijać nowoczesne typy opancerzenia. Główną modyfikacją pocisku była głowica wyposażona w większą wkładkę kumulacyjną i wystającą sondę z zapalnikiem uderzeniowym powodującym detonację w optymalnej odległości od pancerza. Sonda wysuwała się po wystrzeleniu pocisku. Przebijalność pancerza przez pocisk BGM-71C wynosiła 700 mm. Wersja ćwiczebna pocisku – BTM-71C.
- BGM-71D TOW 2 – opracowana w 1983 roku wersja pocisku z większą głowicą, wydłużoną sondą z zapalnikiem, oraz nowym wydajniejszym silnikiem rakietowym. Ulepszono system naprowadzania przez  modulację błysków lampy ksenonowej będącej znacznikiem położenia pocisku, zwiększającą odporność na zakłócenia (np. emitowane przez rosyjski system Sztora)[1]. Grubość przebijanego pancerza zwiększyła się do 800 mm.
- BGM-71E TOW 2A – wersja pocisku opracowana w 1984 i wdrożona do produkcji w 1987 roku, zdolna do przebijania pancerzy reaktywnych. Głowica bojowa pocisku zbudowana była w ten sposób, że na końcu wystającej sondy umieszczono mały ładunek kumulacyjny (prekursor), którego zadaniem była detonacja segmentu pancerza reaktywnego, a następnie po określonym czasie, detonacja głównej głowicy bojowej zdolnej przebić pancerz konwencjonalny o grubości do 1000 mm. W celu zrównoważenia dodatkowej masy głowicy umieszczonej na końcu sondy, w części ogonowej pocisku zastosowano balast. Podczas operacji Pustynna Burza wystrzelono ponad 3000 pocisków BGM-71D i E.
- BGM-71F TOW 2B – wersja pocisku wprowadzona do uzbrojenia w 1992 roku. Główną modyfikacją pocisku było wprowadzenie nowego trybu ataku OTA (skrót od Overflight Top Attack – atak z góry) i zupełnie nowej głowicy bojowej wyposażonej również w nowy zapalnik. Sekcja głowicy bojowej została wyposażona w dwa sekwencyjnie wystrzeliwane do dołu formowane wybuchowo penetratory (Explosively Formed Penetrator – EFP) wykonane z tantalu o średnicy wkładki 140 mm i aktywny zapalnik pracujący w dwóch trybach, laserowym i magnetycznym[1]. Oba zapalniki pracują równolegle wykrywając profil celu i dużą koncentrację metalu, powodując detonację dokładnie nad celem, w miejscu najsłabiej opancerzonym. System naprowadzający również został zmodyfikowany umożliwiając zaprogramowanie pułapu lotu pocisku, ponad linią celowania, aby nie zasłaniać widoku. Pocisk BGM-71F nie jest następcą, ale modelem uzupełniającym do BGM-71E.
- BGM-71G – był projektowaną odmianą pocisku BGM-71F wyposażoną w inny typ przeciwpancernej głowicy bojowej, ale nie podjęto jego produkcji. W 1996 roku planowano zastosować w części pocisków TOW głowice BLAAM (od Bunkers, Light Armour And Masonry – bunkry, cele lekko opancerzone i kamień) przystosowane do niszczenia umocnień. Przetestowano ten typ głowicy, ale również nie wprowadzono do produkcji.
- TOW 2N – zademonstrowany przez Hughes pocisk TOW 2 z bezprzewodowym systemem naprowadzania, który jednak nie został przyjęty do uzbrojenia amerykańskich sił zbrojnych.
- BGM-71H – zmodyfikowany pocisk BGM-71E TOW 2A, wyposażony w specjalną głowicę przystosowaną do niszczenia umocnień z kamienia i zbrojonego betonu, nazywany TOW Bunker Buster (dosłownie niszczyciel bunkrów). Prace rozwojowe nad tą odmianą pocisku są prowadzone od połowy 2001 do dziś.
- TOW 2B Aero – odmiana pocisku TOW 2B początkowo nazywana jako TOW 2B (ER) (od Extended Range – wydłużony zasięg). Zmiany polegały na wprowadzeniu przewodu sterującego o długości 4500 m i zmianie profilu głowicy na bardziej aerodynamiczny, zapewniający lepsze parametry lotne pocisku. Pierwsze testy nowego pocisku przeprowadzono w 2003 roku, a produkcję seryjną rozpoczęto w czerwcu 2004. Do tej pory nie przypisano oznaczenia wojskowego typu BGM-71 do tej wersji pocisku i funkcjonuje on nadal jako TOW 2B Aero.

Raytheon kontynuował prace rozwojowe nad nowymi odmianami pocisków TOW, ale jego program
FOTT (Follow-On To TOW) został przerwany w 1998, a drugi TOW-FF (TOW-Fire and Forget) znacznie okrojony ze względu na limity finansowe.
Pocisk TOW w obecnie używanej wersji nie jest bronią typu wystrzel i zapomnij (Fire-and-Forget), co oznacza, że od momentu wystrzelenia do uderzenia w cel musi być naprowadzany przez operatora, poprzez przewód łączący go z platformą startową. Taki, dość niewygodny sposób naprowadzania, stał się głównym impulsem do skonstruowania samosterującej odmiany Fire-and-forget pocisku TOW lub jego następcy o takich własnościach.
W Iranie produkowana jest nielicencyjna kopia pocisku oznaczona Toophan, opracowana poprzez inżynierię wsteczną, legalnie dostarczonych przed rewolucją islamską pocisków. Iran dysponował bowiem zapleczem serwisowym dla BGM-71. Pozbawiony amerykańskich dostaw po rewolucji, Iran zdecydował się podjąć własną produkcję amerykańskich pocisków.

## Platformy startowe pocisków TOW

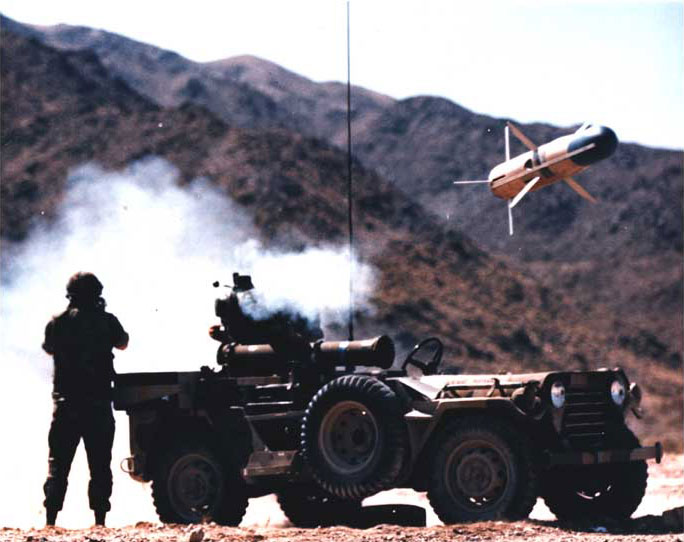
TOW wystrzelony z M825

Pocisk TOW w nomenklaturze amerykańskiej nosi oznaczenie BGM co oznacza pocisk kierowany do niszczenia celów naziemnych wystrzeliwany z różnych platform (od angielskiego Multiple Launch Environment (B) Surface Attack (G) Guided Missile (M)).
Wyrzutnia pocisków TOW M220 jest używana głównie przez piechotę, ale może być też montowana na różnych pojazdach włącznie z pojazdami pancernymi M113 (M901, NM142), czy Humvee. Chociaż wyrzutnia M220 była projektowana jako przenośna, to jest ona dość nieporęczna, dlatego próbuje się ją upraszczać w celu zmniejszenia masy. Do strzelania w nocy stosuje się dodatkowe urządzenia celownicze pracujące w podczerwieni. System TOW został opracowany także w wersjach dla specjalnych pojazdów bojowych takich jak M2 Bradley, LAV-25 czy Stryker.
Implementacja do systemów śmigłowcowych również jest możliwa i stosowana przy pomocy systemu uzbrojenia XM26 głównie w maszynach AH-1 Cobra. Oprócz tego pocisk przenosiły śmigłowce A129 Mangusta (Włochy), Lynx (Wielka Brytania), Bo 105 (Niemcy), A109 (Belgia), AS350 (Dania). W nowszych platformach zastąpiły je pociski AGM-114 Hellfire, Spike i Trigat/PARS.

## Użytkownicy
Pociski rakietowe TOW były lub są użytkowane przez armie ponad czterdziestu krajów na świecie, takich jak Arabia Saudyjska, Bahrajn, Belgia, Botswana, Czad, Chile, Dania, Egipt, Etiopia, Finlandia, Grecja, Hiszpania, Holandia, Iran, Irak, Izrael, Japonia, Jemen, Jordania, Kamerun, Kanada, Kenia, Kolumbia, Korea Południowa, Kuwejt, Liban, Luksemburg, Maroko, Niemcy, Norwegia, Oman, Pakistan, Portugalia, Somalia, Stany Zjednoczone, Szwajcaria, Szwecja, Tajlandia, Tajwan, Tunezja, Turcja, Wietnam, Wielka Brytania, Włochy i Zjednoczone Emiraty Arabskie.
Pociski TOW zadebiutowały bojowo w maju 1972 roku podczas wojny wietnamskiej, wystrzeliwane ze śmigłowców UH-1B przeciwko czołgom Wietnamu Północnego.
W kwietniu 2014 roku USA dostarczyły pociski TOW oddziałom tzw. Wolnej Armii Syrii (FSA), które następnie używały ich bojowo podczas wojny w Syrii. Część TOW-ów została przejęta przez powiązanych z Al-Ka’idą dżihadystów. W lutym 2016 opublikowano w Internecie nagranie skutecznego trafienia takim pociskiem czołgu T-90 rosyjskiej produkcji.